# 점자 아스키
점자 아스키(Braille ASCII 또는 공식 명칭으로는 The North American Braille ASCII Code)는 아스키 코드 중 64개의 표시가능한 문자를 사용해서 6점 점자의 모든 가능한 조합을 나타내는 것이다. 이는 1969년 경에 만들어졌으며 원래 ‘North American Braille ASCII’이라는 이름을 거슬러서 전 세계에 사용되고 있다.

## 개요
Braille ASCII는 0x20에서 0x5F까지의 64개 아스키 문자를 사용한다. 모든 대문자 알파벳은 영어 점자에서 같은 문자를 나타낸다. 단, 묵자와는 다르며 점자에는 대문자와소문자의 구별이없기 때문에 대문자를 타나태는 (6점)을 붙이지 않으면 소문자이다.
0~9의 숫자는 아래로 내린 숫자 0~9에 대응한다. 즉, a~j를 1칸을 내린 것이다. 예를 들면, (1-4점)은 c 또는 3을 나타내지만 점자 아스키에서 3은 (2-5점)을 나타낸다.
그 외의 아스키 문자는 점자와 대응하고 있는 것도 있으며 그렇지 않은 것도 있다. 예를 들면, (3-4점)은 점자 아스키에서도 일반 영어 점자에서도 /를 나타내지만 점자 아스키에서는 =로 나타내는 (1-2-3-4-5-6점)은 점자에서는 =가 아니다.
점자 아스키는 일반 영어 점자에서도 숫자 때문에 en:Nemeth Braille에 보다 가깝다. Nemeth Braille는 점자 아스키의 기초가 된 것이다.
점자 아스키를 문자 편집기로 표시하면 잘못된 기호열로 보이지만 점자 아스키에서의 표시를 재현하는 글꼴도 몇 개 있다. 그 대부분은 무료이다.

## 용도
점자 아스키는 원래 6점 점자를 디지털 형식으로 저장 및 통신하기 위해서 만들어졌으며 현재도 그것이 제일의용도이다. 키보드에서 입력할 수 있는 일반 문자를 사용하고 있기 때문에 일반 문자열 편집기에서 간단하게 입력 및편집이가능하다. 대부분의 점자 출력기는 점자 아스키를 입력으로 받아들인다. 또, 거의 모든 점자 변환 소프트웨어는 이 형식을 입출력할 수 있다.
점자 요소를 작성하는 기관에서는 BRF 파일을배포하기도 한다. BRF 파일은 기본적으로는 점자 아스키로 이뤄지지만 점자의 인쇄, 표시 방법을 제어하는 제어 문자를 포함한다. 이들의 파일은 인쇄하거나 점자 디스플레이에서 읽거나 일반 문자열로 변환해서 스크린 리더로 읽어들일 수가 있다. BRF 파일은 점자화된 컨텐츠를 받는 것보다 편리하다 하는 점은 많으며 BRF 파일은 배포 포맷으로의 용도가 확대되어갈 것이다.
유니코드는 8점 점자를 인코딩하는 수단을 포함하지만 6점 점자를 인코딩하는 포맷으로 점자 아스키는 계속 선호되고 있다.

## 대응표
표는 좌측에서부터 16진법의아스키 코드, 아스키 문자, 그 유니코드 표기, 그 점자에 대한 일반적인 의미를 순으로 나타낸다.
| 코드 | 문자 | 점자        | 유니코드 | 뜻              |
| ---- | ---- | ----------- | -------- | --------------- |
| 20   | (SP) |             | ⠀        | 공백 문자       |
| 21   | !    | 2-3-4-6     | ⠮        | the             |
| 22   | "    | 5           | ⠐        | (약어)          |
| 23   | #    | 3-4-5-6     | ⠼        | 숫자 부호       |
| 24   | $    | 1-2-4-6     | ⠫        | ed              |
| 25   | %    | 1-4-6       | ⠩        | sh              |
| 26   | &    | 1-2-3-4-6   | ⠯        | and             |
| 27   | '    | 3           | ⠄        | '               |
| 28   | (    | 1-2-3-5-6   | ⠷        | of              |
| 29   | )    | 2-3-4-5-6   | ⠾        | with            |
| 2A   | *    | 1-6         | ⠡        | ch              |
| 2B   | +    | 3-4-6       | ⠬        | ing             |
| 2C   | ,    | 6           | ⠠        | 대문자부        |
| 2D   | -    | 3-6         | ⠤        | -               |
| 2E   | .    | 4-6         | ⠨        |                 |
| 2F   | /    | 3-4         | ⠌        | st              |
| 30   | 0    | 3-5-6       | ⠴        | "               |
| 31   | 1    | 2           | ⠂        | ,               |
| 32   | 2    | 2-3         | ⠆        | ;               |
| 33   | 3    | 2-5         | ⠒        | :               |
| 34   | 4    | 2-5-6       | ⠲        | .               |
| 35   | 5    | 2-6         | ⠢        | en              |
| 36   | 6    | 2-3-5       | ⠖        | !               |
| 37   | 7    | 2-3-5-6     | ⠶        | ( or )          |
| 38   | 8    | 2-3-6       | ⠦        | " or ?          |
| 39   | 9    | 3-5         | ⠔        | in              |
| 3A   | :    | 1-5-6       | ⠱        | wh              |
| 3B   | ;    | 5-6         | ⠰        | (letter prefix) |
| 3C   | <    | 1-2-6       | ⠣        | gh              |
| 3D   | =    | 1-2-3-4-5-6 | ⠿        | for             |
| 3E   | >    | 3-4-5       | ⠜        | ar              |
| 3F   | ?    | 1-4-5-6     | ⠹        | th              |

| 코드 | 문자 | 점        | 유니코드 | 뜻       |
| ---- | ---- | --------- | -------- | -------- |
| 40   | @    | 4         | ⠈        | 악센트부 |
| 41   | A    | 1         | ⠁        | a        |
| 42   | B    | 1-2       | ⠃        | b        |
| 43   | C    | 1-4       | ⠉        | c        |
| 44   | D    | 1-4-5     | ⠙        | d        |
| 45   | E    | 1-5       | ⠑        | e        |
| 46   | F    | 1-2-4     | ⠋        | f        |
| 47   | G    | 1-2-4-5   | ⠛        | g        |
| 48   | H    | 1-2-5     | ⠓        | h        |
| 49   | I    | 2-4       | ⠊        | i        |
| 4A   | J    | 2-4-5     | ⠚        | j        |
| 4B   | K    | 1-3       | ⠅        | k        |
| 4C   | L    | 1-2-3     | ⠇        | l        |
| 4D   | M    | 1-3-4     | ⠍        | m        |
| 4E   | N    | 1-3-4-5   | ⠝        | n        |
| 4F   | O    | 1-3-5     | ⠕        | o        |
| 50   | P    | 1-2-3-4   | ⠏        | p        |
| 51   | Q    | 1-2-3-4-5 | ⠟        | q        |
| 52   | R    | 1-2-3-5   | ⠗        | r        |
| 53   | S    | 2-3-4     | ⠎        | s        |
| 54   | T    | 2-3-4-5   | ⠞        | t        |
| 55   | U    | 1-3-6     | ⠥        | u        |
| 56   | V    | 1-2-3-6   | ⠧        | v        |
| 57   | W    | 2-4-5-6   | ⠺        | w        |
| 58   | X    | 1-3-4-6   | ⠭        | x        |
| 59   | Y    | 1-3-4-5-6 | ⠽        | y        |
| 5A   | Z    | 1-3-5-6   | ⠵        | z        |
| 5B   | [    | 2-4-6     | ⠪        | ow       |
| 5C   | \    | 1-2-5-6   | ⠳        | ou       |
| 5D   | ]    | 1-2-4-5-6 | ⠻        | er       |
| 5E   | ^    | 4-5       | ⠘        | (약자)   |
| 5F   | _    | 4-5-6     | ⠸        | (약자)   |

위의 표를 유니코드의 점자 블럭(U+2800 ~ U+283F)에 대응하는 순서로 나열한 것을 C언어식의 문자 그대로 아래와 같다.
```
" A1B'K2L@CIF/MSP\"E3H9O6R^DJG>NTQ,*5<-U8V.%[$+X!&;:4\\0Z7(_?W]#Y)="
```

## 미사용 아스키 값
6점 점자를 나타내는 것에 필요한 문자는 64개뿐이기 때문에 점자 아스키에 모든 아스키 값은 필요 없다.
소문자 a~z는 보통 사용되지 않지만 대응하는 대문자와 같은 점의 조합으로 취급될 수 있다. `, {, |, } 는 사용되지 않으며 점자 아스키로의 대응은 정의되어 있지 않다.
점자 아스키는 6점 점자를 나타내기 위한 아스키의 부집합 밖에 없다. 모든 아스키 문자를 명확하게 표현할 수 있는 컴퓨터 점자 코드나 정보 처리용 점자와 혼동해서는 안된다.

## 같이 보기
- 점자

## 참고
1. ↑  “Representing and Displaying Braille”. 《DotlessBraille.org》 (일본어). 2002년 2월 20일. 2009년 8월 9일에 확인함.
2. ↑  Halleck, John (2000년 8월 24일). “braille-ascii.ads”. 《Braille.Ascii》 (일본어). 2010년 6월 13일에 원본 문서에서 보존된 문서. 2009년 8월 10일에 확인함.